# Número EINECS
El número EINECS, conegut per les inicials de European Inventory of Existing Chemical Substances (Inventari Europeu de Substàncies Químiques Existents), és un nombre de registre donat a cada substància química comercialment disponible a la Unió Europea entre l'1 de gener de 1971 i el 18 de setembre de 1981. Aquest inventari fou creat per la Directiva 67/548/EEC referent a l'etiquetatge de substàncies perilloses: el nombre EINECS ha d'aparèixer en l'etiqueta i en l'embolcall de substàncies perilloses.
A partir del 19 de setembre de 1981, l'inventari fou substituït per la ELINCS (European List of Notified Chemical Substances, o Llista Europea de Substancies Químiques Notificades). A tota substància "nova" que ingressa al mercat europeu se li assigna un nombre ELINCS a la seva notificació a la Comissió Europea. El nombre ELINCS també és obligatori en etiquetes i embolcalls.
Hi ha 100.196 substàncies diferents en el EINECS.

## Vegeu
- Número CAS